# Mads Emil Madsen
Pour les articles homonymes, voir Madsen.
Mads Emil Madsen, né le 14 janvier 1998 à Skanderborg au Danemark, est un footballeur danois qui évolue au poste de milieu central au AGF Aarhus.

## Biographie

### Silkeborg IF
Né à Skanderborg au Danemark, Mads Emil Madsen commence le football au Gl. Rye IF, où il est entraîné par son père à l'âge de 13 ans. Il est ensuite formé par le Silkeborg IF, qu'il rejoint en 2011. Le 12 octobre 2016, Madsen signe son premier contrat professionnel, le liant à son club formateur jusqu'en 2020. Ce même jour, il fait ses débuts en professionnel en étant titularisé lors d'un match de Coupe du Danemark remporté par Silkeborg face au Skive IK (1-3). Il joue son premier match en Superligaen le 10 décembre 2016, face au Lyngby BK (1-1).
Le club est relégué à l'issue de la saison 2017-2018. Le passage en deuxième division permet à Madsen de gagner en temps de jeu. Le Silkeborg IF remonte immédiatement, terminant premier du championnat.
Alors qu'il a seulement 22 ans, Mads Emil Madsen se voit nommé capitaine du Silkeborg IF en février 2020.

### LASK Linz
Le 29 juin 2020, Mads Emil Madsen rejoint le club autrichien du LASK Linz, avec lequel il s'engage pour un contrat courant jusqu'en juin 2024,. Il inscrit son seul but pour LASK lors d'une rencontre de Ligue Europa le 10 décembre 2020 contre le PFK Ludogorets Razgrad. Son équipe s'impose ce jour-là par trois buts à un.

### Slavia Prague
Mads Emil Madsen s'engage en faveur du Slavia Prague le 5 juillet 2021. Il signe un contrat courant jusqu'en décembre 2025.
Madsen inscrit son premier et unique but pour le Slavia Prague le 15 décembre 2021, à l'occasion d'une rencontre de coupe de Tchéquie face au FC Fastav Zlín. Il est titularisé et participe à la victoire de son équipe par trois buts à un.

### AGF Aarhus
Le 1er juillet 2022, Mads Emil Madsen fait son retour au Danemark, signant en faveur de l'AGF Aarhus pour un contrat courant jusqu'en juin 2026, alors que d'autres clubs danois souhaitaient le recruter.
Madsen marque son premier but pour l'AGF le 24 juillet 2022, lors d'une rencontre de championnat face au Viborg FF. Titularisé, il participe à la victoire de son équipe par trois buts à un.
Madsen se fait remarquer le 21 mai 2024 en réalisant son premier triplé pour l'AGF, lors d'une rencontre de championnat face au FC Copenhague. Titulaire, il permet ce jour-là à son équipe de l'emporter par trois buts à deux. Une victoire qui sort également Copenhague de la course au titre. Madsen n'avait pas encore marqué de but lors de cette saison 2023-2024.

### En sélection
Mads Emil Madsen fête sa première sélection avec l'équipe du Danemark espoirs le 6 septembre 2019 contre la Hongrie. Il entre en jeu à la place de Magnus Kofod Andersen, lors de cette rencontre qui se termine sur un score nul (0-0).

## Statistiques
| Saison                | Club                  | Championnat           | Championnat | Championnat | Coupe(s) nationale(s) | Coupe(s) nationale(s) | Compétition(s) continentale(s) | Compétition(s) continentale(s) | Compétition(s) continentale(s) | Total | Total |
| Saison                | Club                  | Division              | M.          | B.          | M.                    | B.                    | Comp.                          | M.                             | B.                             | M.    | B.    |
| 2016-2017             | Silkeborg IF          | Superligaen           | 2           | 0           | 2                     | 0                     | -                              | -                              | -                              | 4     | 0     |
| 2017-2018             | Silkeborg IF          | Superligaen           | 3           | 0           | -                     | -                     | -                              | -                              | -                              | 3     | 0     |
| 2018-2019             | Silkeborg IF          | 1e Divisie            | 28          | 1           | 2                     | 0                     | -                              | -                              | -                              | 30    | 1     |
| 2019-2020             | Silkeborg IF          | Superligaen           | 30          | 2           | 2                     | 1                     | -                              | -                              | -                              | 32    | 3     |
| Sous-total            | Sous-total            | Sous-total            | 63          | 3           | 6                     | 1                     | -                              | -                              | -                              | 69    | 4     |
| 2020-2021             | LASK Linz             | Bundesliga            | 24          | 0           | 5                     | 0                     | C3                             | 3                              | 1                              | 32    | 1     |
| Sous-total            | Sous-total            | Sous-total            | 24          | 0           | 5                     | 0                     | -                              | 3                              | 1                              | 32    | 1     |
| 2021-2022             | Slavia Prague         | Fortuna Liga          | 12          | 0           | 3                     | 1                     | C4                             | 2                              | 0                              | 17    | 1     |
| Sous-total            | Sous-total            | Sous-total            | 12          | 0           | 3                     | 1                     | -                              | 2                              | 0                              | 17    | 1     |
| 2022-2023             | AGF Aarhus            | Superligaen           | 27          | 3           | 3                     | 0                     | -                              | -                              | -                              | 30    | 3     |
| 2023-2024             | AGF Aarhus            | Superligaen           | 20          | 3           | 4                     | 0                     | C4                             | 2                              | 0                              | 26    | 3     |
| 2023-2024             | AGF Aarhus            | Superligaen           | 31          | 5           | 4                     | 1                     | -                              | -                              | -                              | 35    | 6     |
| 2024-2025             | AGF Aarhus            | Superligaen           | 4           | 0           | -                     | -                     | -                              | -                              | -                              | 4     | 0     |
| Sous-total            | Sous-total            | Sous-total            | 82          | 11          | 11                    | 1                     | -                              | 2                              | 0                              | 95    | 12    |
| Total sur la carrière | Total sur la carrière | Total sur la carrière | 181         | 14          | 25                    | 3                     | -                              | 7                              | 1                              | 213   | 18    |

## Palmarès
Silkeborg IF
- Champion du Danemark de D2
  - 2018-2019.